# Manewry „Braterstwo Broni 70”

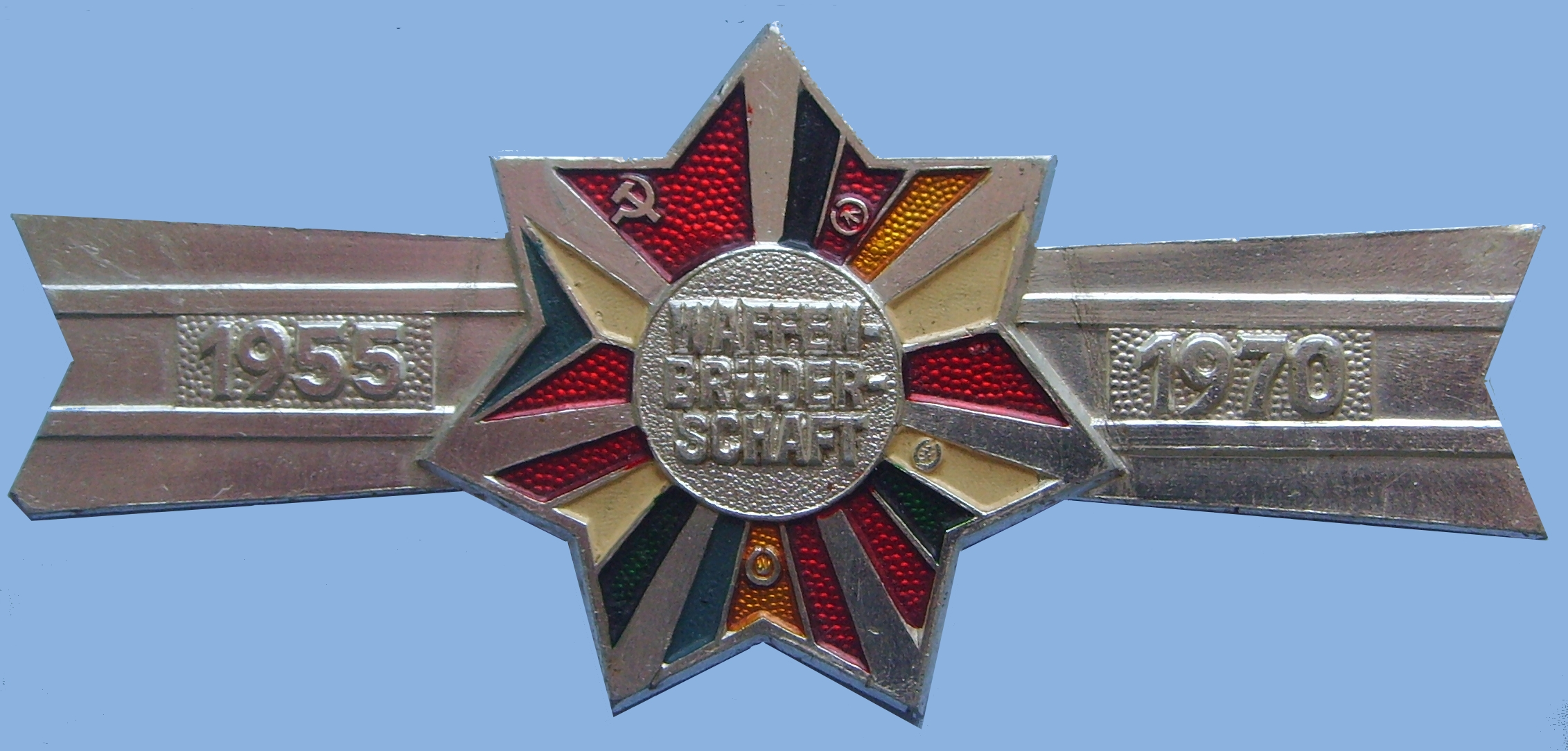
Znaczek upamiętniający manewry „Braterstwo Broni 70”

Manewry „Braterstwo Broni 70” – realizowane na terytorium Niemieckiej Republiki Demokratycznej ćwiczenia jednostek Wojska Polskiego, Armii Radzieckiej, Czechosłowackiej Armii Ludowej i Narodowej Armii Ludowej NRD, Bułgarskiej Armii Ludowej i Węgierskiej Armii Ludowej.
W manewrach uczestniczyło 6 dywizji ogólnowojskowych, 13 pułków lotniczych i około 140 okrętów różnych typów. Kierownikiem ćwiczenia był minister obrony narodowej NRD, gen. Heinz Hoffmann, a jego zastępcami generałowie z innych krajów. Wojsko Polskie w kierownictwie ćwiczenia reprezentował I zastępca głównego inspektora szkolenia gen. Józef Stebelski.

## Przebieg ćwiczenia

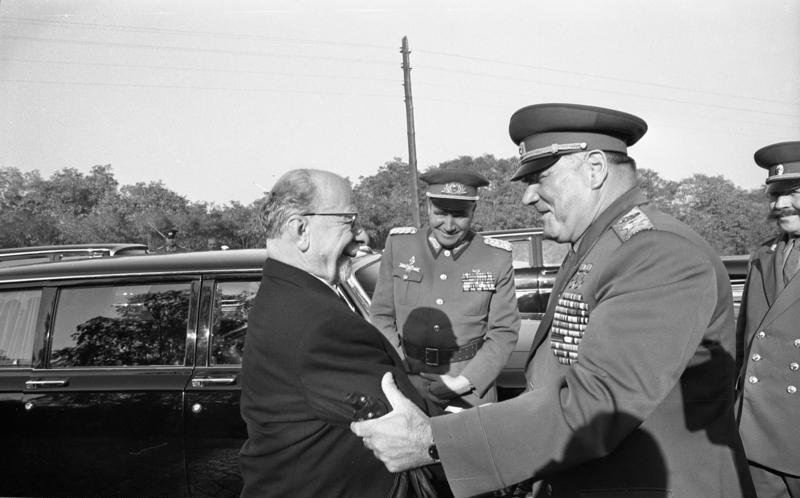
Walter Ulbricht i Iwan Jakubowski na ćwiczeniach

Manewry te przeprowadzono na terytorium Niemieckiej Republiki Demokratycznej między 12 i 18 października 1970. Miały charakter dwustronnych ćwiczeń dowódczo-sztabowych z oznaczonymi wojskami. Strony konfliktu to Czerwoni i Niebiescy.
Celem ćwiczenia było „zgrywanie dowództw, sztabów i wojsk zaprzyjaźnionych armii w organizacji i prowadzeniu wspólnych działań bojowych na współczesnym polu walki, pogłębianie braterstwa broni oraz zademonstrowanie siły, zdolności i gotowości bojowej”. W czasie manewrów wojska i sztaby realizowały następujący temat: Organizacja i prowadzenie operacji zaczepnej we współdziałaniu z operacyjnym desantem powietrznym na Zachodnim Teatrze Działań Wojennych, w początkowym okresie wojny bez użycia środków jądrowych z następnym przejściem do stosowania ich w toku działań bojowych.
W trakcie manewrów zrealizowano 12 epizodów poligonowych. W każdym z nich brali udział żołnierze z co najmniej dwóch armii sojuszniczych. Polscy żołnierze na poligonie Nochten pokonali odcinki zapór inżynieryjnych w pasie przygranicznym, ćwiczyli natarcie połączone z forsowaniem Łaby na poligonie Zeithain; żołnierze „niebieskich beretów” desantowali się na przygotowany do obrony brzeg w okolicach Peenemünde, a na poligonie Alten Grabow wzięli udział w likwidacji okrążonego zgrupowania nieprzyjaciela, w tym epizodzie „czerwone berety” przeprowadziły desant powietrzny.

## Działania propagandowe
Pod względem politycznym elementem kulminacyjnym manewrów były defilada i wiece.
12 października zorganizowany został w Cottbus rozpoczynający manewry „wiec przyjaźni”. Wzięły w nim udział delegacje wszystkich ćwiczących armii, w tym między innymi delegacja polska. 17 października w przeglądzie wojsk na poligonie Altengrabow wzięli udział członkowie kierownictw partyjnych i państwowych Polski i NRD. Po przeglądzie, w Magdeburgu odbył się kolejny „wiec przyjaźni”. Uczestniczyło w nim 50 polskich żołnierzy z 5 Dywizji Pancernej, 49 lotników z 3 pułku lotnictwa myśliwsko-bombowego, a także 49 marynarzy. W defiladzie wzięły udział 22 polskie transportery opancerzone, 22 czołgi, 10 wyrzutni przeciwpancernych pocisków kierowanych, 24 działa różnych kalibrów, 12 pojazdów saperskich, 2 wyrzutnie rakiet taktycznych i 2 wyrzutnie rakiet operacyjno-taktycznych, a nad widzami przeleciały samoloty z polskiej eskadry lotnictwa myśliwsko-szturmowego.
Pod pomnikiem ofiar faszyzmu w Magdeburgu polska delegacja wojskowa złożyła wieńce, a ponad stu wyznaczonych żołnierzy w tym dniu bawiło się na balach w Magdeburgu, Schönebeck i Biederitz. 18 października żołnierze piechoty na dwóch transporterach opancerzonych wzięli udział w marszu przyjaźni na trasie Magdeburg – Altenweddingen – Welsleben – Schönebeck – Gommen.
W trakcie szkoleń i uroczystości polskim żołnierzom niemal bezustannie towarzyszyły ekipy: telewizyjna, radiowa, filmowa i prasowa – łącznie 5 oficerów, 6 podoficerów i żołnierzy służby zasadniczej, 43 pracowników cywilnych. Propagandyści dysponowali 13 samochodami.